# R-10 (航空機)
KhAI-5 / R-10 / PS-5
- 用途：偵察機/軽爆撃機
- 設計者：ヨシフ・グリゴリエヴィチ・ニエマン
- 製造者：ハリコフ航空研究所
- 運用者：ソ連空軍
- 初飛行：1936年6月
- 生産数：500+
- 運用状況：退役

ハリコフ R-10 (KhAI-5), または ニエマン R-10 は1930年代中頃にハリコフ航空研究所 (KhAI, - ウクライナ語: ХАІ)で、ヨシフ・グリゴリエヴィチ・ニエマンにより設計された ソビエト連邦の偵察機兼軽爆撃機 である。 

## 開発
KhAI-5と名付けられた最初の原型機は1936年6月に初飛行した。性能の低さにもかかわらず、KhAI-5はもう一つの偵察機コチェリギン R-9との比較審査に勝利し、R-10 ('R' はロシア語で偵察を意味する razvyedchikを示す )の軍用名称で生産されることになった。R-10は当時最新の設計だった。1940年初頭までに493機のR-10がハリコフ航空機工場 と サラトフ航空機工場で生産された。最初の生産型ではいくつかの初期不良が表れ、それによって最終的にヨシフ・ニエマンは1938年12月11日、サボタージュとスパイ容疑の罪状でNKVDに逮捕されることになった。これは当時では一般的な罪状だった。
1938年には改良型のKhAI-5bisがM-25Eエンジンを搭載して試験され、425 km/hの速度を達成した。1938年にはまた、R-10をもとに地上攻撃機KhAI-52が開発された。KhAI-52はシュベツォフ M-63 900 hp 星型エンジンと機銃7丁、400 kgの爆弾を搭載した。10機の試験機の生産が準備されていたが、ニエマンの逮捕によりキャンセルされた。
いくつかのR-10生産型には、より強力なツマンスキー M-88、シュベツォフ ASh-62、M-63 エンジンが搭載された。1940年から、空軍を退役した60機以上がPS-5 (ロシア語: Пассажирский Самолет ПС-5)の名称で三つの客席を備えた郵便機としてアエロフロートに使用された。

## 戦闘
R-10は1937年から一部のポリカルポフ R-5を代替する形でソ連空軍により運用が開始された。
R-10が最初に戦闘に参加したのは1939年にソ連と日本の間で行われたノモンハン事件だった。
その後第二次世界大戦の緒戦において、ポーランド侵攻においてポーランドに対して使用され（交戦することはなかった）、
また冬戦争 (1939–1940)においてフィンランドに対して使用された。
R-10は次に1941年6月22日のドイツの攻撃によって始められた独ソ戦の初期に用いられた。
このときR-10は時代遅れとなっており、他のソ連空軍の航空機と同じく多くの損失に苦しんだ。多くの航空機が地上で破壊された。
R-10は戦術偵察機として、そしてなにより軽爆撃機として使用された。
後には多くの機体が、敵戦闘機による損失を減らすために夜間爆撃機として使用された。
R-10は1943年に戦闘任務から外されたが、1944年に2人のフィンランド人操縦士がR-10の撃墜を主張している。

## 機体解説
R-10の設計は一般的なもので、主翼は低翼配置で、表面を合板で覆った木製のものを用いていた。
胴体はセミモノコック構造で、降着装置は主翼に引き込むことができた。
乗員は操縦士と観測員/後部銃手の2名からなり、銃塔には機銃が一つ装備されていた。
観測員席の床には偵察任務のためのAFA-13カメラが搭載されていた。
乗員の座席のあいだには燃料タンクと垂直爆弾槽があった。
爆弾の最大搭載量は300 kg (6 × 50 kg 爆弾または 10 × 25 kg 爆弾)だった。
R-10はいくつかの種類のシュベツォフ M-25 と M-63 星型エンジンを搭載した。
これらはライセンス生産されたライト R-1820の発展型で、全金属製の2枚のハミルトンスタンダード可変ピッチプロペラを搭載していた。

## 運用者
ソビエト連邦
- ソ連空軍
- アエロフロート

## 派生型
- KhAI-5bis - R-10/KhAI-5の発展型。1939年のはじめに1機の試験機が飛行した。
- KhAI-51 - KhAI-5bisのもう一つの名称。
- KhAI-52 - KhAI-51の生産型。 10機が生産予定だったがキャンセルされた。
- R-10 - KhAI-5の生産型。

## 要目
出典: 
諸元
- 乗員: 2名
- 全長: 9.3m
- 全高:
- 翼幅: 12.2m
- 翼面積: 26.8m2
- 空虚重量: 1,823kg
- 運用時重量: 2,515kg
- 動力: シュベツォフ　M-25 ( ライト SGR-1820-F-3 サイクロンのライセンス生産品) 、531kW （712hp）   × 1
- 燃料搭載量:燃料 260 kg + 潤滑油 30 kg

性能
- 最大速度: 350 km/h（海面高度）  388 km/h（高度2,500 m）
- 航続距離: 1,450 km
- 実用上昇限度: 7,700 m
- 上昇率: 1,000 mまで2分24秒、5,000 mまで12分
- 離陸滑走距離: 250 m
- 着陸滑走距離: 230 m

武装
- 固定武装: ShKAS 7.62 mm機銃2丁（翼内）、ShKAS 7.62mm機銃1丁（後部銃塔）
- 爆弾: 6 × 50 kg [FAB 50]爆弾（爆弾槽内）

## 参照
1. ↑  Gunston, Bill (1995). The Osprey Encyclopaedia of Russian Aircraft 1875–1995. London: Osprey. pp. 149. ISBN 1 85532 405 9